# William Hanna
William Jay (Bill) Hanna (Melrose (New Mexico), 14 juli 1910 - North Hollywood (Californië), 22 maart 2001) was een Amerikaans producent, regisseur en tekenaar van animatiefilms.
Samen met Joseph Barbera (overleden op 18 december 2006) maakte hij voor Metro-Goldwyn-Mayer tekenfilms van Tom en Jerry van 1940 t/m 1957. Samen richtten ze in 1944 de studio Hanna-Barbera op, nu bekend onder de naam Cartoon Network. De studio vervaardigde vanaf 1957 bekende tekenfilms zoals The Huckleberry Hound Show, The Flintstones, Yogi Bear,The Jetsons en Scooby-Doo.
Hanna was van het duo meer de zakenman, Barbera de beste tekenaar en grootste grappenmaker.
- Bibsys: 4093691
- Biblioteca Nacional de España: XX1100033
- Bibliothèque nationale de France: cb13894950t (data)
- Catàleg d'autoritats de noms i títols de Catalunya: 981058611884806706
- CiNii: DA16441151
- Gemeinsame Normdatei: 119024357
- International Standard Name Identifier: 0000 0001 1041 6876
- Library of Congress Control Number: n88199658
- Nationale Bibliotheek van Letland: 000008330
- MusicBrainz: b253c9cd-535a-4e74-b4d6-44fa1f53fffc
- National Archives and Records Administration: 10571241
- Nationale Bibliotheek van Tsjechië: jo20010088942
- Nationale bibliotheek van Australië: 35992918
- Nationale Bibliotheek van Israël: 987007401214405171
- Nationale Bibliotheek van Polen: a0000001616283
- Nationale en Universitaire bibliotheek Zagreb: 000374886
- Nederlandse Thesaurus van Auteursnamen: 071293817
- Réseau des bibliothèques de Suisse occidentale: 02-A016328318
- RKD-Nederlands Instituut voor Kunstgeschiedenis: 228242
- Istituto Centrale per il Catalogo Unico: SBLV215166
- SNAC: w6ht4wp0
- Système universitaire de documentation: 082851875
- Trove: 1176720
- Union List of Artist Names: 500116689
- Virtual International Authority File: 17407573
- WorldCat: E39PBJdwYC9fjHKR7K3vJjfH4q